# Titus Aurelius Moravesus Servano

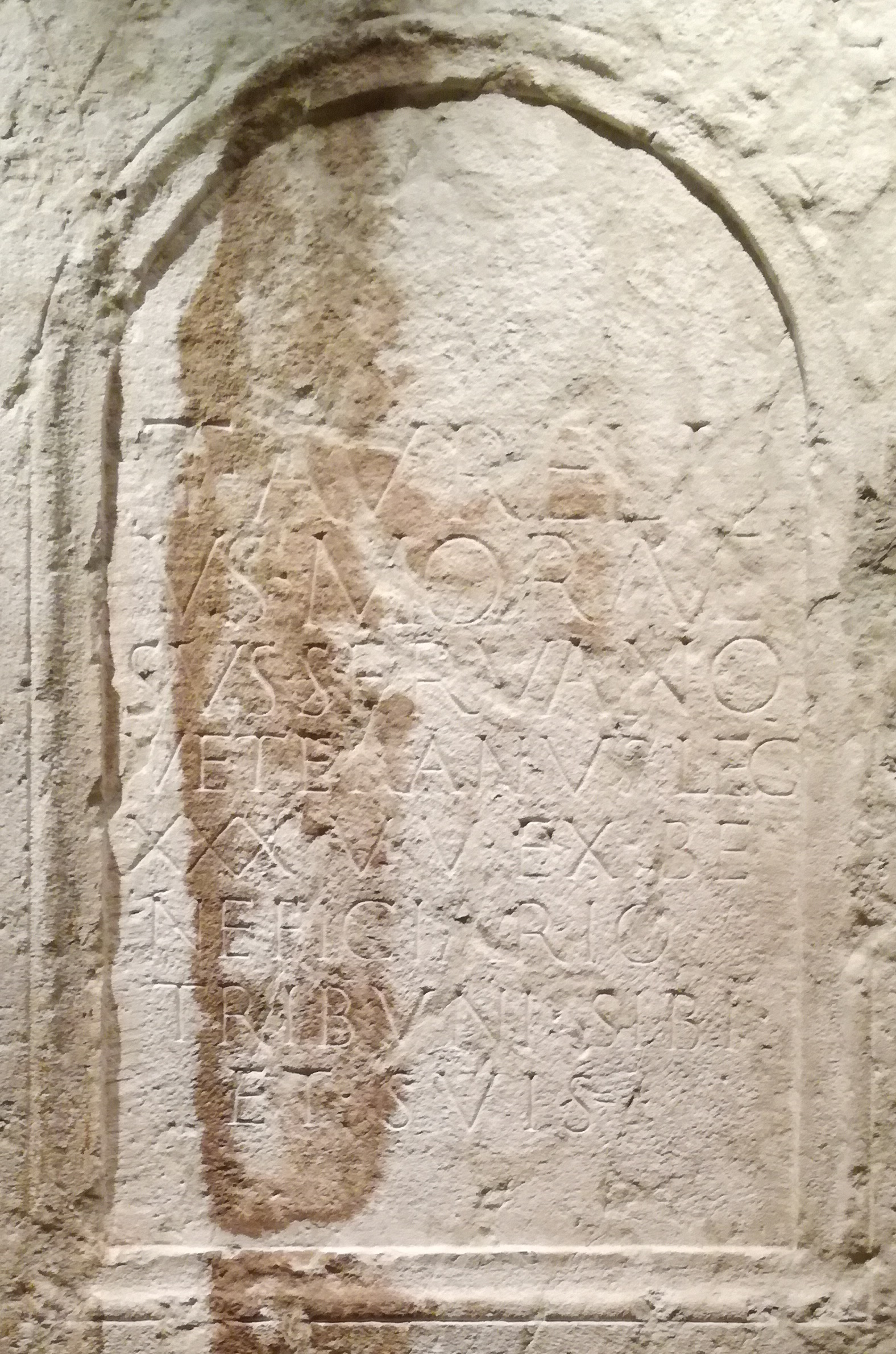
Grabplatte des Titus Aurelius Moravesus Servano – (Rätisches Museum, Sanzeno)

Titus Aurelius Moravesus Servano war ein im 2. Jahrhundert n. Chr. lebender Angehöriger der römischen Armee.
Durch eine Inschrift, die in Sanzeno im Trentino (Italien) gefunden wurde, ist belegt, dass Servano Veteran und ehemaliger Benefiziarier eines Tribunen der Legio XXX Ulpia Victrix war.

## Rezeption
Die Inschrift wurde auf einer Grabplatte angebracht, die Titus Aurelius Moravesus Servano noch zu Lebzeiten für sich und seine Familie aufstellen ließ. Sie wird auf das 2. Jahrhundert n. Chr. datiert. Nach Marcus Reuter könnte Titus Aurelius Moravesus Servano bereits bei der Aufstellung der Legion unter Kaiser Trajan (97–117 n. Chr.) rekrutiert worden sein. Das würde nach Reuter bedeuten, dass es sich um einen der ältesten epigraphischen Hinweise in Bezug auf einen Benefiziarier handeln würde.
Dem hält Gianni Ciurletti entgegen, dass der Gentilname Aurelius auf dem Gebiet der heutigen Provinz Trient erst unter Kaiser Mark Aurel (161–180 n. Chr.) Verbreitung fand. Die Inschrift könne deshalb erst zwischen dem Ende des 2. und dem Beginn des 3. Jahrhunderts n. Chr. entstanden sein. In der Epigraphik-Datenbank Clauss-Slaby ist sie zwischen 151 und 200 n. Chr. datiert.
Die Platte wurde 1981 bei Kanalisationsarbeiten in der Nähe der Apsis der Basilika Santi Martiri Anauniesi in etwa zwei Meter Tiefe gefunden. Nach Ansicht der Archäologen befand sich die aus der mittleren Römischen Kaiserzeit stammende Grabplatte ursprünglich an einer anderen unbekannten Stelle und wurde zusammen mit anderen Grabsteinen erst danach an ihren späteren Fundplatz gebracht.
Der Name Moravesus ist nach Ciurletti keltischen Ursprunges, wie viele andere Namen auch in den Municipia Brixia und Tridentum. Er könnte auf den Volksstamm der Moriner hinweisen. Bei Servano könnte es sich um einen zweiten Nachnamen handeln, der sich aus einem Spitznamen ableitet. Nach Buonopane weist die Endung auf -o eindeutig auf einen einheimischen Namen hin. Der Name Servano verweist zugleich darauf, dass der Namensträger nicht das römische Bürgerrecht besaß und den Status eines peregrinus innehatte. Vermutlich erhielt er das Bürgerrecht mit seinem Ausscheiden aus der Armee.
Nach einhelliger Meinung lässt sich aufgrund des einheimischen Nachnamens schließen, dass Moravesus nach seiner Dienstzeit in seine Heimat nach Sanzeno zurückkehrte.
Die 150 cm hohe und 66 cm breite, aus Kalkstein aus dem Nonstal bestehende Grabplatte ist im Rätischen Museum in Sanzeno ausgestellt.